# Hanna K.
Hanna K. is een Frans-Israëlische dramafilm uit 1983 onder regie van Costa-Gavras.

## Verhaal
Na een mislukt huwelijk met een Fransman zoekt een Amerikaanse Jodin haar identiteit in Jeruzalem. Ze maakt er haar rechtenstudie af en neemt de verdediging op zich van een Palestijn. Ze wordt verliefd op hem ondanks haar verhouding met een Israëlische procureur-generaal.

## Rolverdeling
| Acteur         | Personage           |
| -------------- | ------------------- |
| Jill Clayburgh | Hanna Kaufman       |
| Jean Yanne     | Victor Bonnet       |
| Gabriel Byrne  | Joshua Herzog       |
| Mohammed Bakri | Selim Bakri         |
| David Clennon  | Amnon               |
| Shimon Finkel  | Professor Leventhal |